# 川辺町

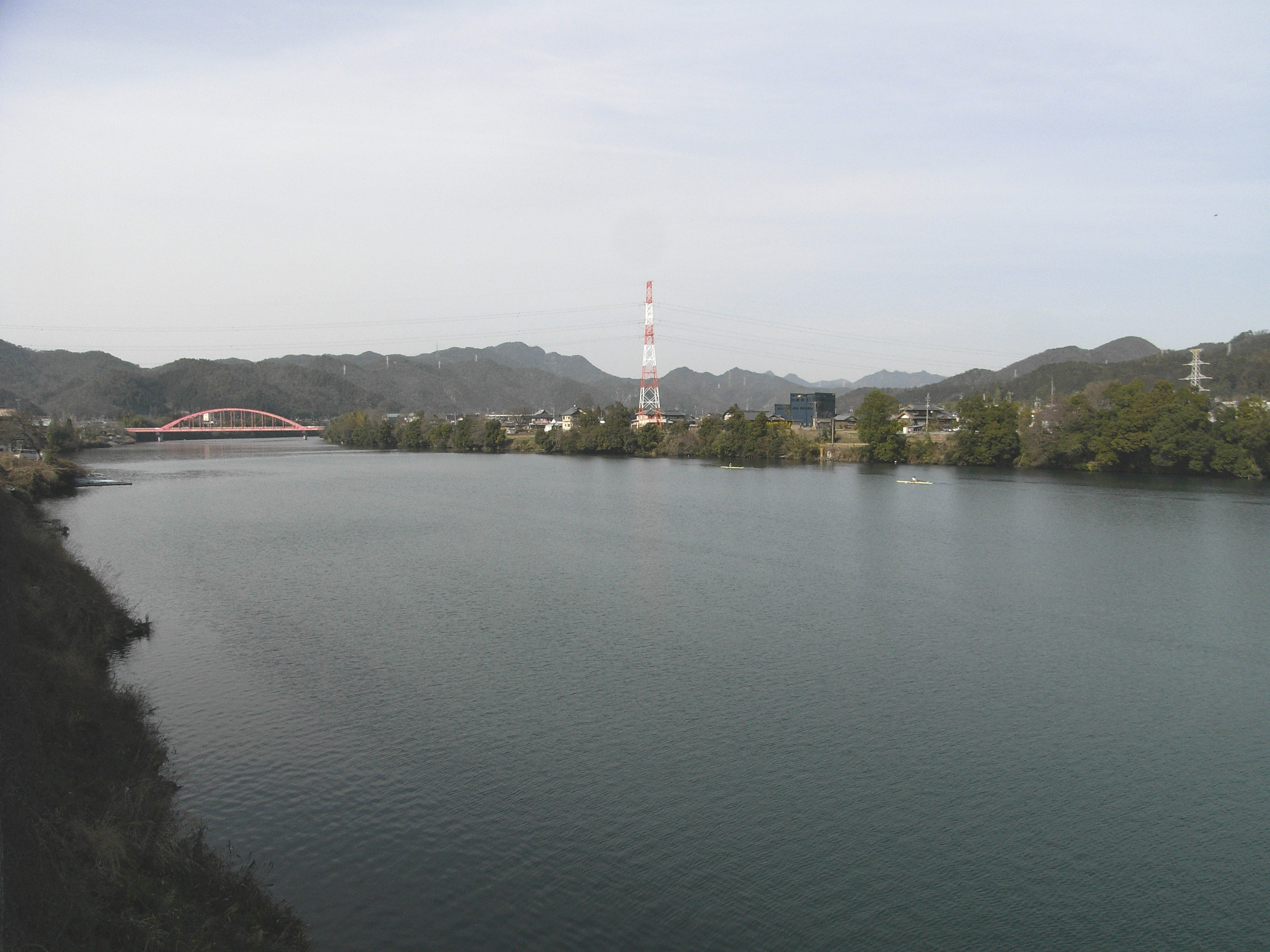
飛水湖

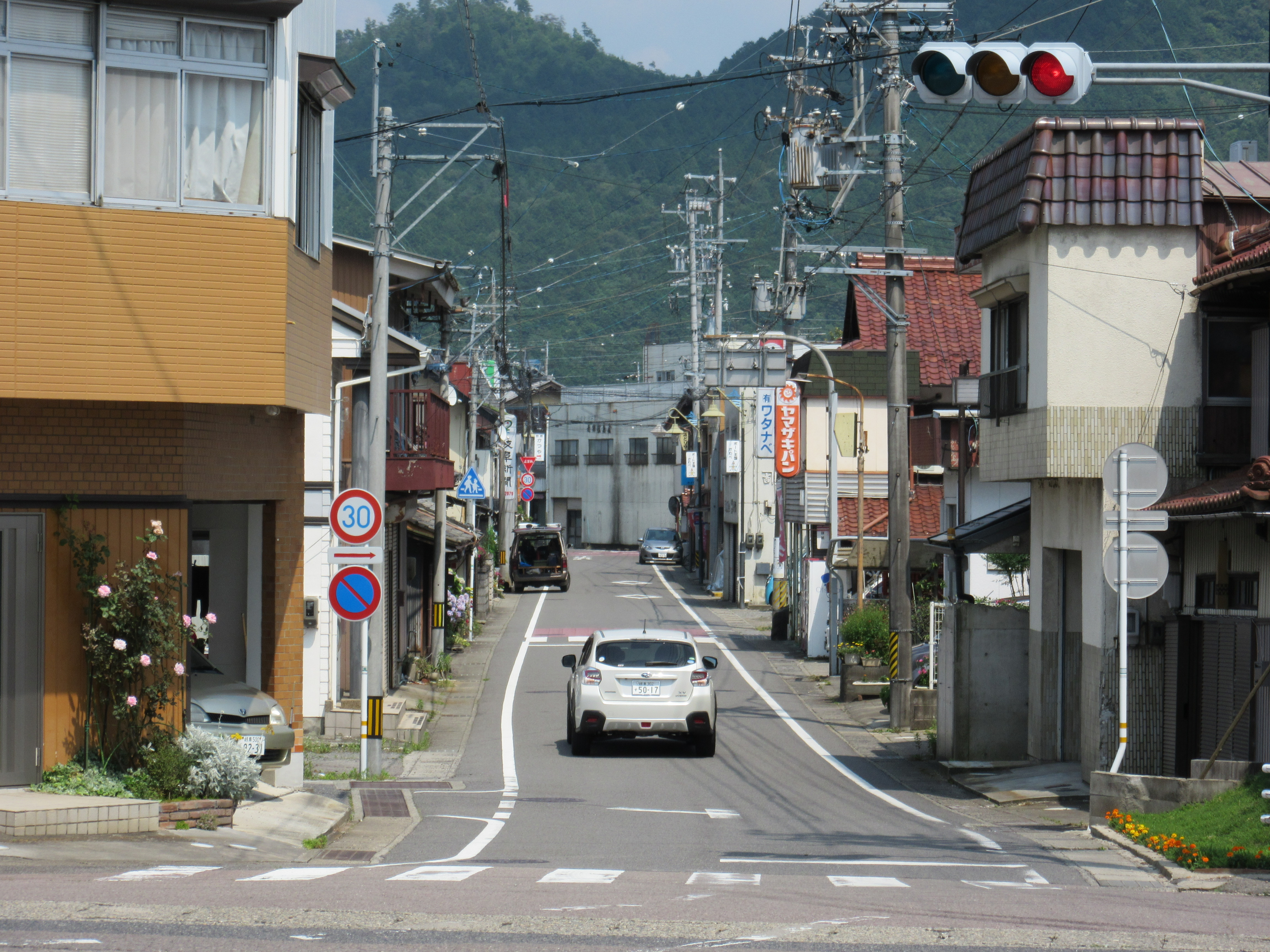
中川辺駅前

川辺町（かわべちょう）は、岐阜県の加茂郡に所属する町。美濃地方のほぼ中央の濃尾平野の北端部に位置する。
シンボルとして川辺ダム湖がある。「ボート王国かわべ」のキャッチフレーズのもと、1989年（平成元年）より川辺ダム湖周辺の整備をすすめ、1993年（平成5年）には湖岸線道路・遊歩道や広場の整備が完了した。

## 地理
町の中央部を飛騨川が南北に流れる。町域の約7割を山林（保安林を含む）が占める。
- 山・峠
  - 米田富士（愛宕山）
  - 納古山
  - 地蔵峠
  - 六本松峠
  - 鯉下峠

- 河川
  - 飛騨川
  - 大牧谷川
  - 飯田川
  - 小牧谷川
  - 蛇ヶ谷
  - 飯谷川
  - 坂之川
  - 水無瀬川
  - 神坂川
  - 雄鶏川
  - 雌鳥川

- ダム
  - 川辺ダム

### 隣接している自治体
- 西、南 - 美濃加茂市
- 北 - 加茂郡七宗町
- 東 - 加茂郡八百津町

## 地区
- 下麻生
- 上川辺
- 石神
- 中川辺
- 鹿塩
- 西栃井
- 下川辺
- 下吉田
- 比久見
- 福島
- 下飯田

## 歴史

### 年表
- 1897年（明治30年）4月1日 - 川辺村と上川辺村が合併し、加茂郡川辺町が発足する。
- 1954年（昭和29年）4月1日 - 三和村の鹿塩地区を編入する。なお、三和村の残りは美濃加茂市の発足に参加。
- 1955年（昭和30年）4月1日 - 飛騨川左岸に位置する上米田村と対等合併し、新たな川辺町が発足する。
- 1956年（昭和31年）9月30日 - 下麻生町の下麻生地区を編入。下麻生町の残りは、七宗村（現・七宗町）へ編入。
- 2003年（平成15年）4月1日 - 美濃加茂市と加茂郡の6町1村（坂祝町、富加町、川辺町、七宗町、八百津町、白川町、東白川村）が、「美濃加茂市・加茂郡町村合併協議会」を設置。平成の大合併を模索。
- 2004年（平成16年）12月31日 - 「美濃加茂市・加茂郡町村合併協議会」が解散。

### 変遷表
| 明治元年        | 明治7年 9月                     | 明治12年 3月18日 郡区町村 編制法施行 | 明治22年 7月1日 町村制施行 | 明治26年 4月27日                      | 明治29年 11月13日                      | 明治30年 4月1日              | 昭和29年 4月1日                    | 昭和30年 4月1日               | 昭和31年 9月30日                        | 昭和46年 4月1日                    | 現在              |
| --------------- | ------------------------------- | ------------------------------------ | -------------------------- | ------------------------------------- | -------------------------------------- | ---------------------------- | ---------------------------------- | ----------------------------- | --------------------------------------- | ---------------------------------- | ----------------- |
| 加茂郡 福島村   | 加茂郡 上米田村                 | 加茂郡 上米田村                      | 加茂郡 上米田村            | 加茂郡 上米田村                       | 加茂郡 上米田村                        | 加茂郡 上米田村              | 加茂郡 上米田村                    | 加茂郡 川辺町                 | 加茂郡 川辺町                           | 加茂郡 川辺町                      | 加茂郡 川辺町     |
| 加茂郡 下飯田村 | 加茂郡 上米田村                 | 加茂郡 上米田村                      | 加茂郡 上米田村            | 加茂郡 上米田村                       | 加茂郡 上米田村                        | 加茂郡 上米田村              | 加茂郡 上米田村                    | 加茂郡 川辺町                 | 加茂郡 川辺町                           | 加茂郡 川辺町                      | 加茂郡 川辺町     |
| 加茂郡 比久見村 | 加茂郡 上米田村                 | 加茂郡 上米田村                      | 加茂郡 上米田村            | 加茂郡 上米田村                       | 加茂郡 上米田村                        | 加茂郡 上米田村              | 加茂郡 上米田村                    | 加茂郡 川辺町                 | 加茂郡 川辺町                           | 加茂郡 川辺町                      | 加茂郡 川辺町     |
| 加茂郡 下吉田村 | 加茂郡 上米田村                 | 加茂郡 上米田村                      | 加茂郡 上米田村            | 加茂郡 上米田村                       | 加茂郡 上米田村                        | 加茂郡 上米田村              | 加茂郡 上米田村                    | 加茂郡 川辺町                 | 加茂郡 川辺町                           | 加茂郡 川辺町                      | 加茂郡 川辺町     |
| 加茂郡 下川辺村 | 加茂郡 下川辺村                 | 加茂郡 下川辺村                      | 加茂郡 川辺村              | 加茂郡 川辺村                         | 加茂郡 川辺村                          | 加茂郡 川辺村                | 加茂郡 川辺町                      | 加茂郡 川辺町                 | 加茂郡 川辺町                           | 加茂郡 川辺町                      | 加茂郡 川辺町     |
| 加茂郡 中川辺村 | 加茂郡 中川辺村                 | 加茂郡 中川辺村                      | 加茂郡 川辺村              | 加茂郡 川辺村                         | 加茂郡 川辺村                          | 加茂郡 川辺村                | 加茂郡 川辺町                      | 加茂郡 川辺町                 | 加茂郡 川辺町                           | 加茂郡 川辺町                      | 加茂郡 川辺町     |
| 加茂郡 石神村   | 加茂郡 石神村                   | 加茂郡 石神村                        | 加茂郡 川辺村              | 加茂郡 川辺村                         | 加茂郡 川辺村                          | 加茂郡 川辺村                | 加茂郡 川辺町                      | 加茂郡 川辺町                 | 加茂郡 川辺町                           | 加茂郡 川辺町                      | 加茂郡 川辺町     |
| 加茂郡 栃井村   | 明治7年9月 分立 加茂郡 西栃井村 | 加茂郡 西栃井村                      | 加茂郡 川辺村              | 加茂郡 川辺村                         | 加茂郡 川辺村                          | 加茂郡 川辺村                | 加茂郡 川辺町                      | 加茂郡 川辺町                 | 加茂郡 川辺町                           | 加茂郡 川辺町                      | 加茂郡 川辺町     |
| 加茂郡 栃井村   | 加茂郡 東栃井村                 | 加茂郡 東栃井村                      | 加茂郡 下米田村の一部      | 加茂郡 下米田村の一部                 | 加茂郡 下米田村の一部                  | 加茂郡 下米田村の一部        | 美濃加茂市 の一部                  | 美濃加茂市 の一部             | 美濃加茂市 の一部                       | 美濃加茂市 の一部                  | 美濃加茂市 の一部 |
| 加茂郡 川浦村   | 加茂郡 川浦村                   | 加茂郡 川浦村                        | 加茂郡 川浦村              | 加茂郡 川浦村                         | 加茂郡 川浦村                          | 明治30年4月1日 加茂郡 三和村 | 美濃加茂市 の一部                  | 美濃加茂市 の一部             | 美濃加茂市 の一部                       | 美濃加茂市 の一部                  | 美濃加茂市 の一部 |
| 加茂郡 廿屋村   | 加茂郡 廿屋村                   | 加茂郡 廿屋村                        | 加茂郡 廿屋村              | 加茂郡 廿屋村                         | 加茂郡 廿屋村                          | 明治30年4月1日 加茂郡 三和村 | 美濃加茂市 の一部                  | 美濃加茂市 の一部             | 美濃加茂市 の一部                       | 美濃加茂市 の一部                  | 美濃加茂市 の一部 |
| 加茂郡 鹿塩村   | 加茂郡 鹿塩村                   | 加茂郡 鹿塩村                        | 加茂郡 鹿塩村              | 加茂郡 鹿塩村                         | 加茂郡 鹿塩村                          | 明治30年4月1日 加茂郡 三和村 | 昭和29年4月1日 加茂郡 川辺町に編入 | 昭和30年4月1日 加茂郡 川辺町  | 加茂郡 川辺町                           | 加茂郡 川辺町                      | 加茂郡 川辺町     |
| 加茂郡 上川辺村 | 加茂郡 上川辺村                 | 加茂郡 上川辺村                      | 加茂郡 麻川村              | 明治26年 4月27日 分立 加茂郡 上川辺村 | 加茂郡 上川辺村                        | 明治30年4月1日 加茂郡 三和村 | 昭和29年4月1日 加茂郡 川辺町に編入 | 昭和30年4月1日 加茂郡 川辺町  | 加茂郡 川辺町                           | 加茂郡 川辺町                      | 加茂郡 川辺町     |
| 加茂郡 下麻生村 | 加茂郡 下麻生村                 | 加茂郡 下麻生村                      | 加茂郡 麻川村              | 明治26年4月27日 分立 加茂郡 下麻生村  | 明治29年1 1月13日 町制 加茂郡 下麻生町 | 加茂郡 下麻生町              | 加茂郡 下麻生町                    | 加茂郡 下麻生町               | 加茂郡 川辺町                           | 加茂郡 川辺町                      | 加茂郡 川辺町     |
| 加茂郡 下麻生村 | 加茂郡 下麻生村                 | 加茂郡 下麻生村                      | 加茂郡 麻川村              | 明治26年4月27日 分立 加茂郡 下麻生村  | 明治29年1 1月13日 町制 加茂郡 下麻生町 | 加茂郡 下麻生町              | 加茂郡 下麻生町                    | 加茂郡 下麻生町 大字・ 中麻生 | 昭和31年 9月30日 中麻生を 七宗村 に編入 | 昭和46年 4月1日 町制 七宗町 の一部 | 七宗町 の一部     |

## 人口
| |                                        |  |
| 川辺町と全国の年齢別人口分布（2005年） | 川辺町の年齢・男女別人口分布（2005年） |  |
| ■紫色 ― 川辺町 ■緑色 ― 日本全国 | ■青色 ― 男性 ■赤色 ― 女性              |  |
| 川辺町（に相当する地域）の人口の推移 \| 1970年（昭和45年） \| 9,885人 \| \| \| 1975年（昭和50年） \| 10,083人 \| \| \| 1980年（昭和55年） \| 10,255人 \| \| \| 1985年（昭和60年） \| 10,371人 \| \| \| 1990年（平成2年） \| 10,650人 \| \| \| 1995年（平成7年） \| 10,950人 \| \| \| 2000年（平成12年） \| 11,013人 \| \| \| 2005年（平成17年） \| 10,838人 \| \| \| 2010年（平成22年） \| 10,593人 \| \| \| 2015年（平成27年） \| 10,197人 \| \| \| 2020年（令和2年） \| 9,860人 \| \| |                                        |  |
| 総務省統計局 国勢調査より |                                        |  |
| 1970年（昭和45年） | 9,885人                                |  |
| 1975年（昭和50年） | 10,083人                               |  |
| 1980年（昭和55年） | 10,255人                               |  |
| 1985年（昭和60年） | 10,371人                               |  |
| 1990年（平成2年） | 10,650人                               |  |
| 1995年（平成7年） | 10,950人                               |  |
| 2000年（平成12年） | 11,013人                               |  |
| 2005年（平成17年） | 10,838人                               |  |
| 2010年（平成22年） | 10,593人                               |  |
| 2015年（平成27年） | 10,197人                               |  |
| 2020年（令和2年） | 9,860人                                |  |

## 行政・議会

### 町長
- 町長：木下宙（2025年5月20日就任、1期）

#### 歴代町長
※1955年以降
- 松岡品三郎（1955年～1959年、1期）
- 佐藤円次郎（1959年～1967年、2期）
- 田原太義（1967年～1973年、2期）
- 有本九十九（1973年～1977年、1期）[2]
- 長谷川仙一（1977年～1981年、1期）[3]
- 遠藤稔（1981年～1997年、4期）[4]
- 辻武史（1997年～2001年、1期）[5]
- 佐藤光宏（2001年〜2025年、6期）

### 町議会
- 定数：9人
- 任期：2023年9月1日 - 2027年8月31日

### 衆議院
- 選挙区：岐阜4区（高山市、美濃加茂市、可児市、飛騨市、郡上市、下呂市、加茂郡、可児郡、大野郡）
- 任期：2024年10月28日 - 2028年10月26日
- 投票日：2024年10月27日
- 当日有権者数：320,078人
- 投票率：63.91％

| 当落 | 候補者名 | 年齢 | 所属党派   | 新旧別 | 得票数    | 得票率 | 重複 |
| ---- | -------- | ---- | ---------- | ------ | --------- | ------ | ---- |
| 当   | 今井雅人 | 62   | 立憲民主党 | 元     | 114,032票 | 57.26% | ○    |
|      | 金子俊平 | 46   | 自由民主党 | 前     | 85,129票  | 42.74% | ○    |

## 教育

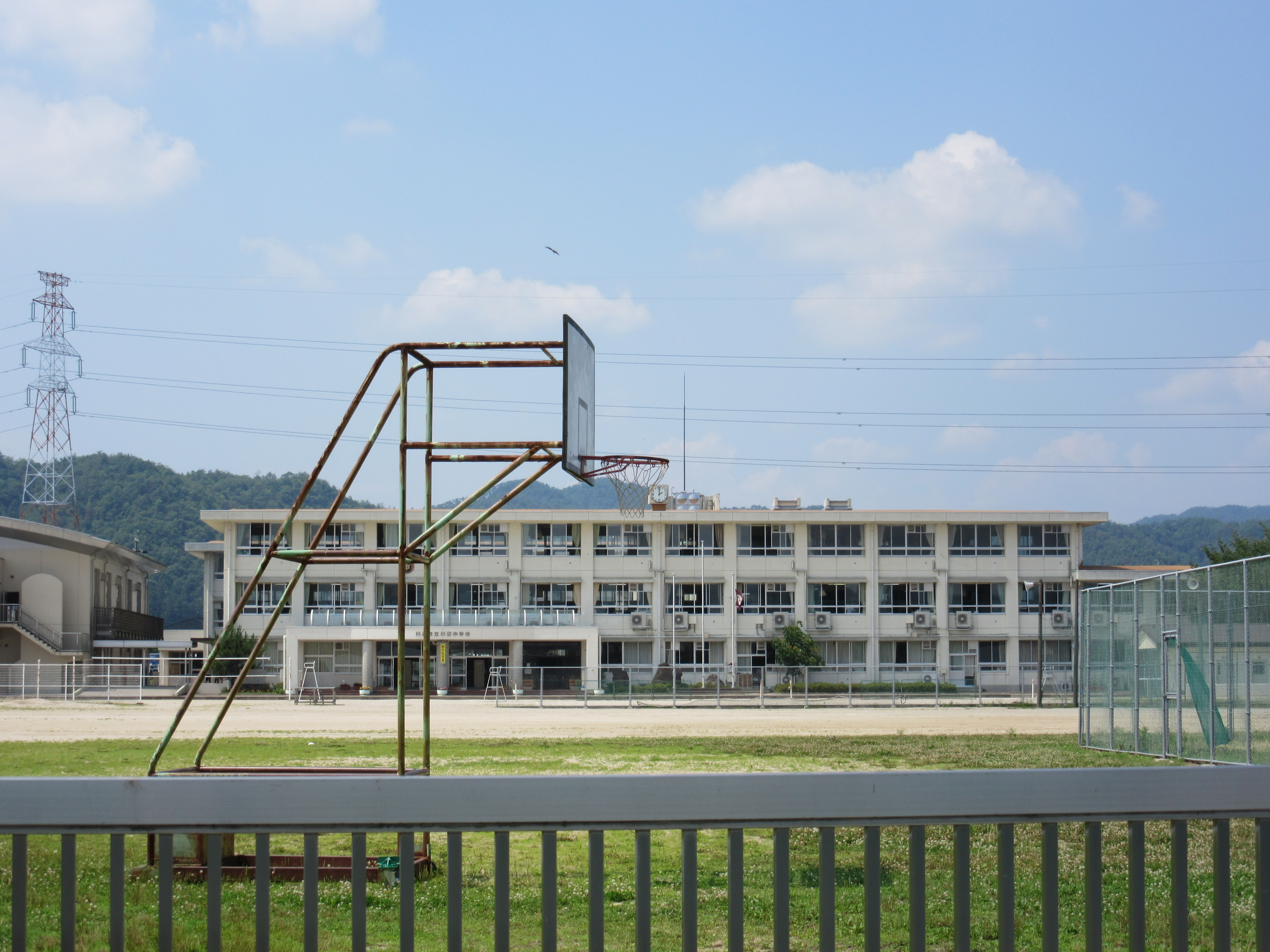
川辺町立川辺中学校

### 中学校
- 川辺町立川辺中学校

### 小学校
- 川辺町立川辺東小学校
- 川辺町立川辺西小学校
- 川辺町立川辺北小学校

### 保育施設
- 川辺第一保育園
- 川辺第二保育園
- 川辺第三保育園

## 交通

### 鉄道

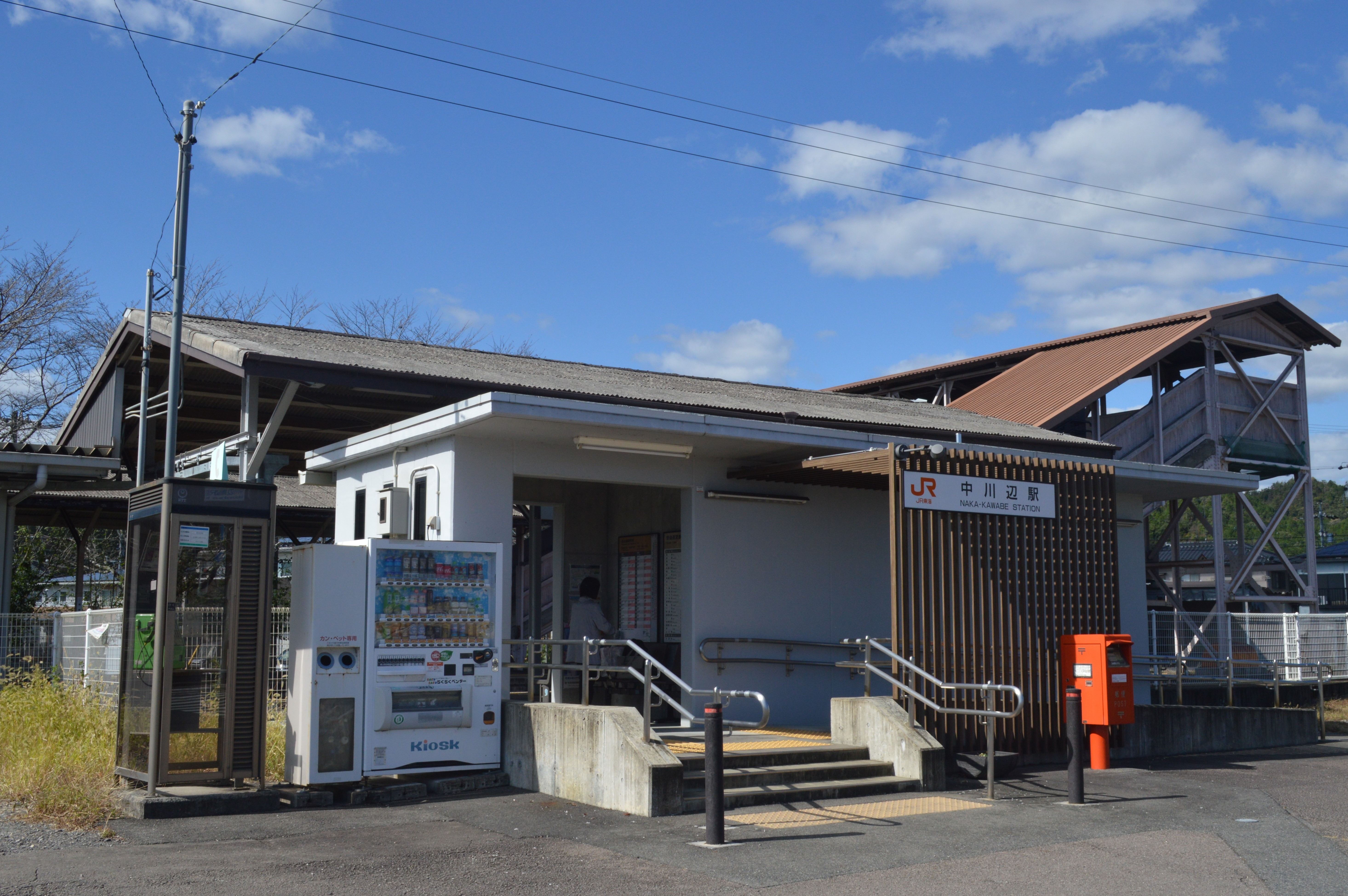
中川辺駅

- 東海旅客鉄道（JR東海）
  - 高山本線：中川辺駅 - 下麻生駅

### バス
- 川辺町福祉バス
- 八百津町西部コミュニティバス（八百津町のコミュニティバス）

### 道路
一般国道
- 国道41号
- 国道418号

バイパス
- 美濃加茂バイパス

高速道路
- 町内に東海環状自動車道が通っているがインターチェンジなどはない。

一般県道
- 岐阜県道64号可児金山線
- 岐阜県道80号美濃川辺線
- 岐阜県道97号富加七宗線
- 岐阜県道351号御嵩川辺線

## 施設
- 岐阜県警察加茂警察署
  - 川辺交番
- 可茂消防事務組合中消防署
  - 川辺出張所
- 川辺町役場
- 川辺町中央公民館
  - 川辺町中央公民館図書室
- 川辺町北部公民館
- 川辺町やすらぎの家
- 加茂教育研究所

## 名所・旧跡・観光スポット

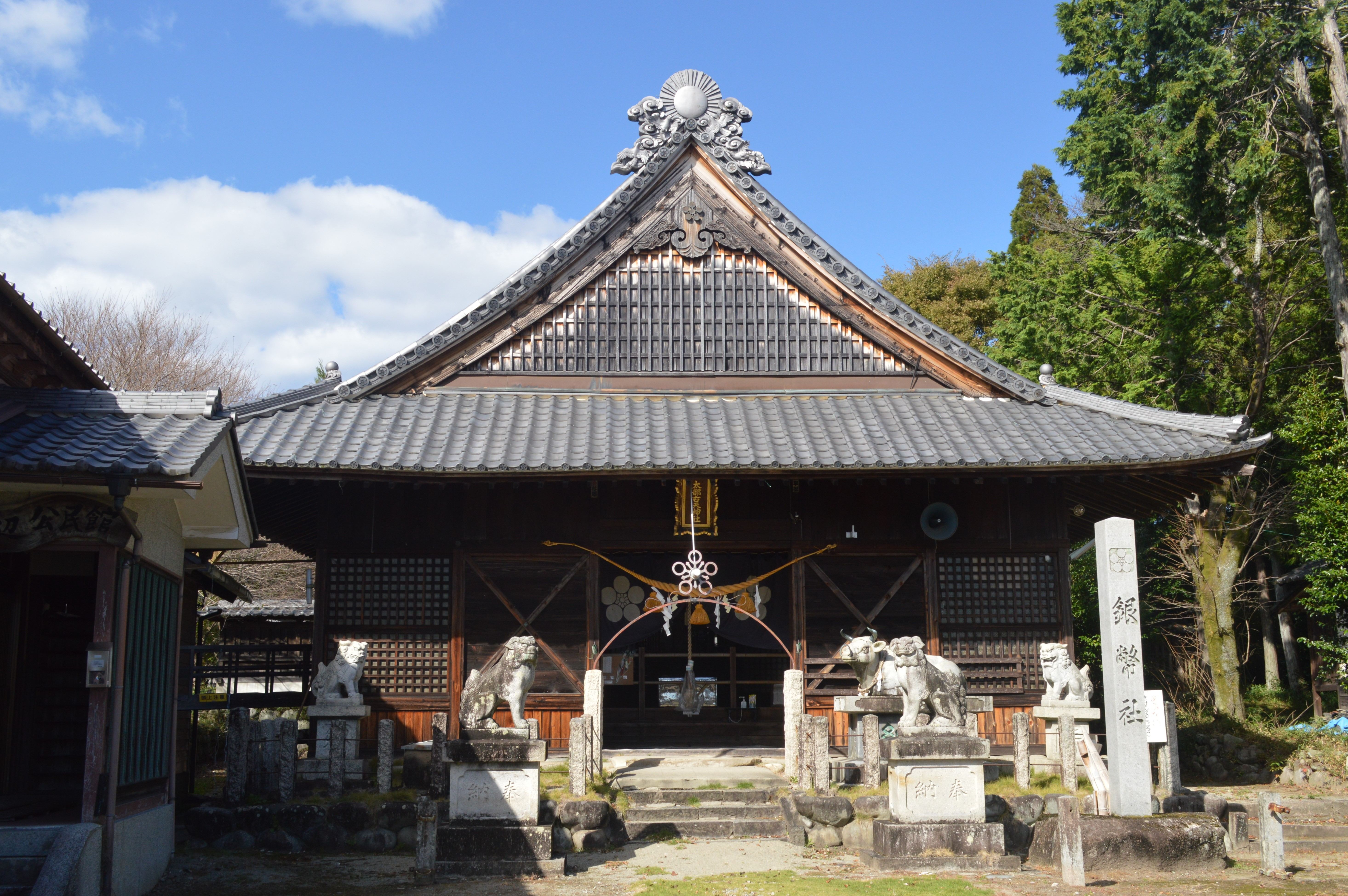
太部古天神社

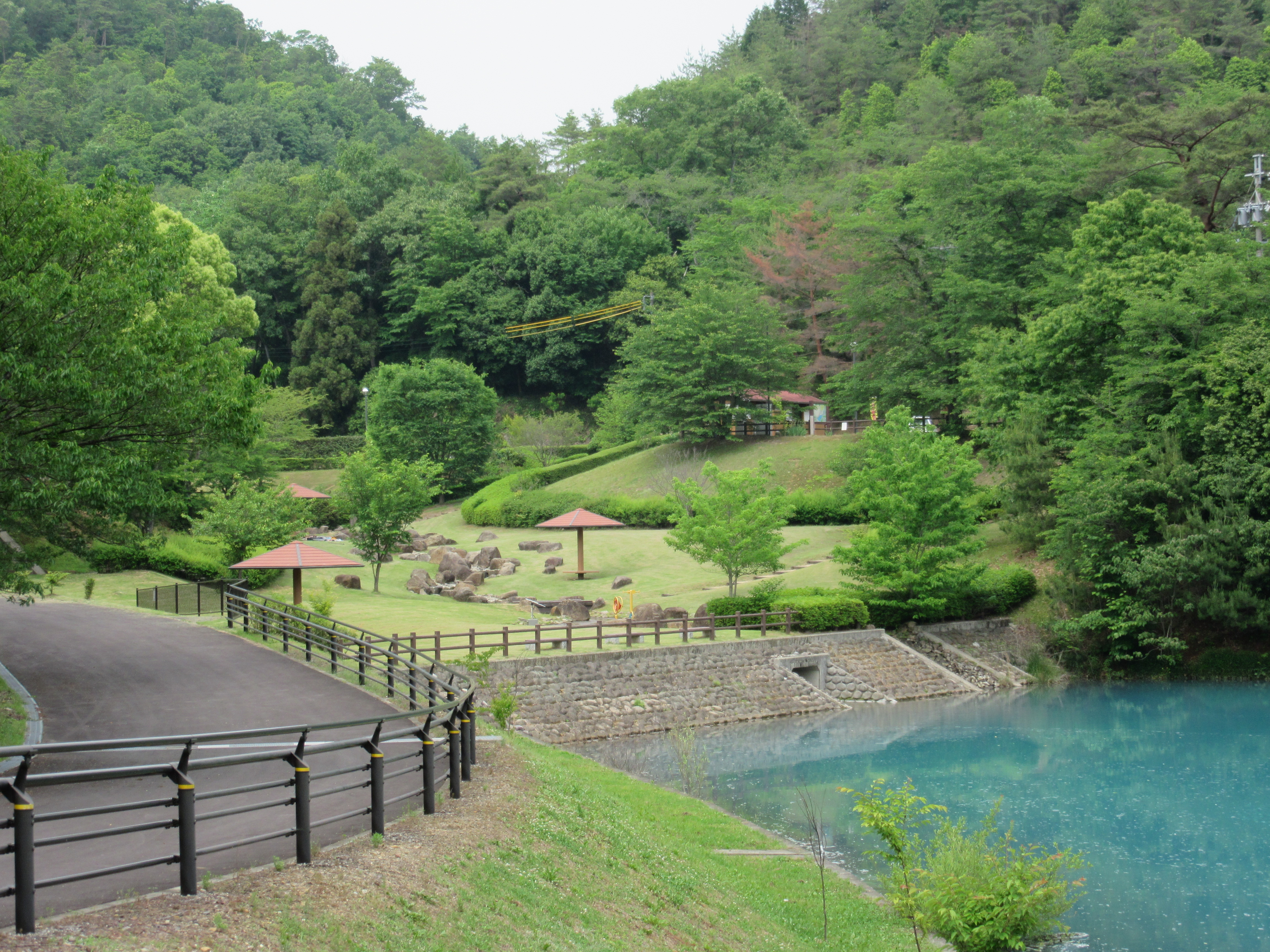
山楠公園

- 太部神社
- 阿夫志奈神社
- 太部古天神社
- 高山陣屋下川辺出張陣屋跡
- 旗本大島氏陣屋跡（川辺陣屋）
- 下麻生城
- 岐阜県川辺漕艇場
- 川辺ダム（飛水湖）
- 飛騨木曽川国定公園
- 川辺町ギャラリー山惠
- 山楠公園
- かわべ夢広場
- 南天の滝

## 寺院
- 臨川寺
- 長昌寺
- 金昌寺

## 祭事・催事
- 川辺おどり
- 阿夫志奈神社祭り
- 太部古天神社祭礼

## 著名な出身者
- 大生虎史 - プロ野球選手、くふうハヤテベンチャーズ静岡所属